# 亞當斯敦 (馬里蘭州)
亞當斯敦（英語：Adamstown）是位於美國馬里蘭州弗雷德里克縣的一個普查規定居民點。

## 人口
根據2020年美國人口普查的數據，亞當斯敦的面積為2.76平方千米，當中陸地面積為2.76平方千米，而水域面積為0.00平方千米。當地共有人口2331人，而人口密度為每平方千米844.57人。